# Coccoderus
Coccoderus é um gênero de coleópteros da tribo Torneutini (Cerambycinae); compreende onze espécies, com distribuição na região neotropical.

## Espécies
- Coccoderus amazonicus Bates, 1870
- Coccoderus biguttatus Martins, 1985
- Coccoderus bisignatus Buquet, 1840
- Coccoderus guianensis Tavakilian & Monné, 2002
- Coccoderus longespinicornis Fuchs, 1964
- Coccoderus novempunctatus (Germar, 1824)
- Coccoderus sexguttatus Waterhouse, 1880
- Coccoderus sexmaculatus Buquet, 1840
- Coccoderus sicki Lane, 1949
- Coccoderus speciosus Gounelle, 1909
- Coccoderus timbaraba Martins & Duran, 2012